# Atypus ledongensis
Atypus ledongensis es una especie de araña de telaraña del género Atypus, de la familia Atypidae, orden Araneae. Fue descrita por Zhu, Zhang, Song & Qu en 2006.
Se distribuye por Asia: China. Suele ser encontrada en telarañas adheridas en árboles de tung, Vernicia fordii.